# Южная Бандама
Южная Бандама́ (Сюд-Бандама́фр. Sud-Bandama) — область до 2011 года на юге Кот-д’Ивуара.
- Административный центр — город Диво.
- Площадь — 10 677 км², население — 972 144 человека (2010 год).

## География
На западе граничит с областью Ба-Сассандра, на севере с областью Фромаже, на востоке с областью Лагюн. На юге омывается водами Гвинейского залива.

## Административное деление
Область делилась на 3 департамента:
- Диво
- Лакота
- Фреско (с 2008 г.)